# Just the Way I Do
Just the Way I Do is de debuutsingle van de Haagse rockband DI-RECT uit 2001, afkomstig van hun debuutalbum Discover.
Vlak voor hun doorbraak brachten de jongens van DI-RECT een demo uit met vijf nummers, waaronder "Just the Way I Do". In 2000 kreeg Rob Stenders, op dat moment dj bij 3FM, deze demo in handen. Hierdoor kreeg DI-RECT al snel een platencontract aangeboden en werd "Just the Way I Do" als debuutsingle uitgebracht. Het nummer bereikte de 24e positie in de Nederlandse Top 40.